# Metoponorthus
Metoponorthus är ett släkte av kräftdjur. Metoponorthus ingår i familjen Porcellionidae.